# Итало-американская лига гражданских прав
Итало-американская лига гражданских прав (англ. Italian-American Civil Rights League, сокр. IACRL) — американская общественная организация, основанная в апреле 1970 года по инициативе босса нью-йоркской мафии Джозефа Коломбо — старшего с целью защиты прав италоамериканцев.

## История
Лига была создана Джозефом Коломбо — старшим в апреле 1970 года, когда его сыну Джозефу Коломбо-младшему было предъявлено обвинение в переплавке серебряных монет в слитки для последующей перепродажи.
В ответ Коломбо-старший заявил, что ФБР занимается незаконными преследованиями италоамериканцев, и 30 апреля 1970 года отправил группу из 30 пикетчиков к штаб-квартире ФБР на Третьей авеню и 69-й улице в знак протеста против федерального преследования всех итальянцев; акция продолжалась на протяжении нескольких недель.
29 июня 1970 года 50 000 человек приняли участие в первом митинге в честь Дня единства Италии на площади Колумбус-Серкл в Нью-Йорке. Кадры шествия были позже включены в фильм «Дни ярости» (1979) режиссера Фреда Варшавски. В феврале 1971 года Коломбо-младший. был успешно оправдан по выдвинутому ранее обвинению, поскольку главный свидетель на процессе был арестован за лжесвидетельство. 
Затем Лига начала проводить акции против культурного пренебрежения по отношению к италоамериканцам. В частности, представители организации вынудили «Ford Motor Company» снять с эфира телевизионную рекламу, против которой Лига возражала. Другим успехом группы стало то, что генеральный прокурор США Джон Митчелл приказал Министерству юстиции прекратить использование слова «мафия» в официальных документах и пресс-релизах.
Кроме этого, Лига также заручилась согласием Альберта С. Радди, продюсера фильма «Крестный отец», исключить термины «мафия» и «коза ностра» из диалогов в картине, и добилась того, что компания «Macy’s» прекратила продажу настольной игры под названием «Игра крестного отца».
28 июня 1971 года на втором митинге в честь Дня единства Италии на Колумбус-Серкл на Манхэттене Джером А. Джонсон трижды выстрелил в Коломбо, один раз попав в голову. Нападавший был немедленно убит телохранителями Коломбо.
Он сумел пережить покушение, однако был парализован. Коломбо скончался семь лет спустя от остановки сердца из-за травм, полученных в результате нападения. 
С начала 2000 — х годов Итало-Американская лига гражданских прав стала активно проводить различные молодежные и другие программы.